# Vaada
 (mai 2021).
Si vous disposez d'ouvrages ou d'articles de référence ou si vous connaissez des sites web de qualité traitant du thème abordé ici, merci de compléter l'article en donnant les références utiles à sa vérifiabilité et en les liant à la section « Notes et références ».
Pour plus de détails, voir Fiche technique et Distribution.
Vaada (वादा, litt. « La Promesse ») est un film indien réalisé par Satish Kaushik et sorti en 2005. Arjun Rampal y joue l'un des rôles principaux.
Vaada est un thriller romantique qui tourne autour de trois personnages interprétés par Arjun Rampal, Zayed Khan et Amisha Patel. 

## Synopsis
Rahul (Arjun Rampal) et Puja (Amisha Patel) sont un couple de jeunes mariés et sont totalement dévoués l'un à l’autre, leur amour est incroyable et très fort.
Un jour, lors de l'anniversaire de Puja, Rahul lui offre un magnifique cadeau : une superbe voiture ; ils partent donc plus amoureux que jamais pour une ballade dedans, Rahul apprend à sa femme à conduire lorsqu'à cause d’un terrible accident, Rahul perd la vue. Puja ne s’en remet pas et se sent trop responsable bien que Rahul la rassure et ne lui en veuille pas du tout.
Quelque temps plus tard, Rahul part en voyage d'affaire à l’étranger et y rencontre son ancien ami Karan (Zayed Khan), ce dernier que Rahul avait laissé comme un moins que rien est devenue un grand homme d'affaires grâce à une grande motivation et de la dévotion, c’est ce qui impressionna Rahul qui lui proposa de rejoindre son business.
Ils revinrent donc ensemble en Inde et Puja fut à la fois étonnée et terrifiée en voyant Karan, Rahul aveugle ne voyait bien sûr rien du tout.
En effet Karan n'est autre que l’ancien petit ami de Puja, mais son amour pour elle est sans limites, effrayant, obsessionnel et incontrôlable alors que l’amour de Rahul pour Puja lui est inconditionnel et fort. C’est pour cela que dans le passé Puja décida de s’éloigner de l’effrayant Karan et de choisir le rassurant Rahul.
Karan n'était pas au courant que cette femme pour qui il était aller à l’étranger dans le but de devenir riche et de la demander en mariage, s’était marié à son ami Rahul et ne l’avait pas attendu, lui qui avait tout sacrifier pour elle…
Il fait donc tout pour la récupérer puisque c'est sa seule raison de vivre, c’est ainsi que Puja se retrouve dans une mauvaise position face à un mari rassurant et aimant et un amant passionnel et violent. 
Rahul ne peut pas voir l'obsession de Karan pour son épouse alors que Karan, lui est malade du côté possessif de Rahul. Et c’est maintenant que commence un mortel jeu de chat et de la souris entre Karan et Puja.
Mais Rahul peut sentir la tension qu'il y a autour de lui, Karan sent une certaine méfiance chez son Rahul, la question est de savoir si l’un des deux réussira ou la perdrons-t-il tous les deux ????

## Fiche technique
- Titre : Vaada
- Titre original : वादा
- Réalisateur : Satish Kaushik
- Producteur : Vashu Bhagnani
- Scénariste : Rumi Jaffery
- Musique : Himesh Reshammiya
- Durée : 122 minutes
- Pays : Inde
- Langage : Hindi
- Date de sortie : 7 janvier 2005

## Distribution
- Arjun Rampal : Rahul Verma
- Zayed Khan : Karan
- Ameesha Patel : Pooja Sharma / Pooja R. Verma
- Alok Nath : M. Sharma
- Rakesh Bedi : l'avocat : Saxena
- Virendra Saxena : Alex
- Rajesh Vivek : l'inspecteur Khan
- Sarfaraz Khan
- Shashi Kiran : le libraire
- Achyut Potdar : le juge
- Payal Rohatgi : Tanya
- Anil Saxena
- Kuldeep Sharma
- Anjan Srivastav : l'avocat